# Taharua (rivière)
La rivière Taharua  (en anglais : Taharua River) est un cours d’eau du nord-ouest de la région de Hawke's Bay dans l’île du Nord de la Nouvelle-Zélande .

## Géographie
Elle s’écoule vers le sud à partir de son origine à 25 kilomètres au sud-ouest de la ville de Taupo pour atteindre le fleuve  Mohaka dont c’est l’un des premiers affluents.